# ناحیه اوری، میشیگان
ناحیه اوری (به انگلیسی: Avery Township) یک منطقهٔ مسکونی در ایالات متحده آمریکا است که در شهرستان مونمورانسی، میشیگان واقع شده‌است.
 ناحیه اوری ۹۱٫۴ کیلومتر مربع مساحت و ۷۱۷ نفر جمعیت دارد و ۲۹۲ متر بالاتر از سطح دریا واقع شده‌است.